# Byrd-Hagel Resolution
Die Byrd-Hagel-Resolution wurde am 25. Juli 1997 vom Senat der Vereinigten Staaten mit 95 zu 0 Stimmen angenommen.
In ihr wird erklärt, dass die USA keinem internationalen Abkommen zur Reduktion der Emissionen von Treibhausgasen zustimmen werden, in dem
1. neben den Industrieländern nicht auch die Entwicklungsländer mit einbezogen sind, und das
2. den USA erhebliche wirtschaftliche Schäden zufügen würde.[1]

Der Name geht auf die maßgeblich an der Ausarbeitung beteiligten Senatoren Robert Byrd (D-WV) und Chuck Hagel (R-NE) zurück.
Der Beschluss wurde im Vorfeld des Weltklimagipfels 1997 in Kyoto gefasst, auf dem sich die Industrieländer im Dezember 1997 zu gemeinsamen Zielen verpflichteten, die den anthropogenen Klimawandel dämpfen sollten.
Die USA haben 2001 unter George W. Bush die Ratifizierung des Kyotoprotokolls abgelehnt.